# Arbeitsgericht Minden

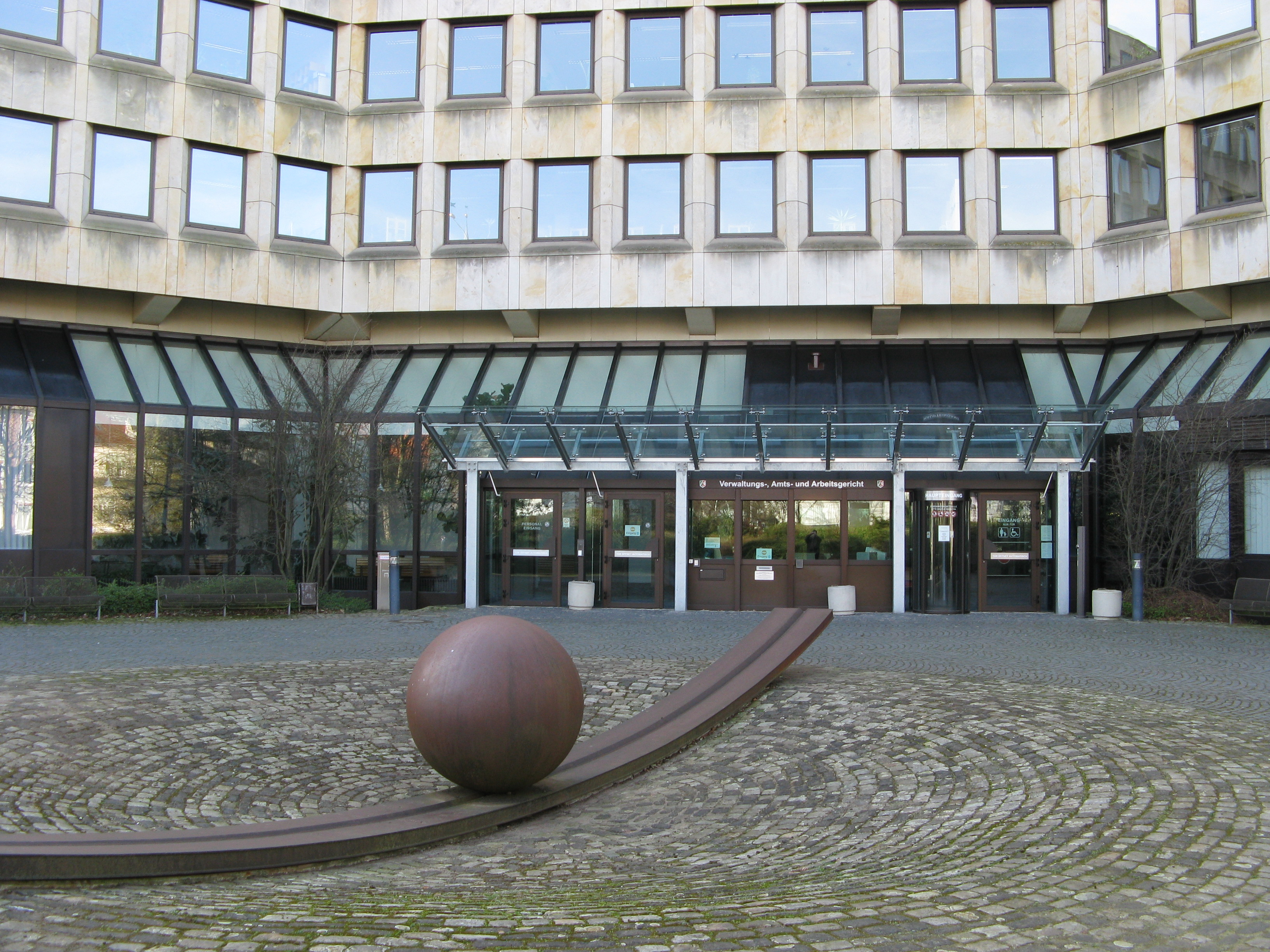
Eingang Gerichtszentrum Minden, mit dem Arbeitsgericht Minden

Das Arbeitsgericht Minden ist ein Gericht der Arbeitsgerichtsbarkeit in der ostwestfälischen Stadt Minden in Nordrhein-Westfalen. Bei ihm sind drei Kammern gebildet.

## Gerichtsbezirk
Der  Gerichtsbezirk umfasst den Kreis Minden-Lübbecke. In den insgesamt elf Städten und Gemeinden des Kreises leben rund 315.000 Einwohner.

## Gebäude
Das Arbeitsgericht Minden ist zusammen mit dem Amtsgericht Minden und dem Verwaltungsgericht Minden im Gerichtszentrum in der Mindener Innenstadt am Königswall 8 untergebracht.

## Übergeordnete Gerichte
Die Berufungsinstanzen sind das Landesarbeitsgericht Hamm und im weiteren Rechtszug das Bundesarbeitsgericht in Erfurt.

## Geschichte
Gemäß Arbeitsgerichtsgesetz vom 23. Dezember 1926 wurden in Deutschland Arbeitsgerichte gebildet. Diese waren nur in der ersten Instanz organisatorisch selbstständige Gerichte, die Landesarbeitsgerichte waren den Landgerichten zugeordnet. Am Landgericht Bielefeld entstand so 1927 das Landesarbeitsgericht Bielefeld als eines von zwei Landesarbeitsgerichten im Bezirk des Oberlandesgerichtes Hamm. In Minden entstand das Arbeitsgericht Minden. Sein Sprengel umfasste die Bezirke der Amtsgerichte Bad Oeynhausen, Lübbecke, Minden, Petershagen und Rahden. Es bestand jeweils eine Kammer für Arbeiter, für Angestellte und für Handwerk.
Nach der Besetzung Deutschlands durch die Alliierten wurden 1945 zunächst alle Gerichte geschlossen. Die ordentlichen Gerichte wurden schon bald wieder eröffnet, während die Arbeitsgerichte zunächst nicht wieder eingerichtet wurden, so dass arbeitsgerichtliche Streitigkeiten von den ordentlichen Gerichten erledigt werden mussten. Gemäß Kontrollratsgesetz 21 vom 30. März 1946 sollten in Deutschland Arbeitsgerichte aufgebaut werden. Das Arbeitsgericht Minden entstand so neu.